# Caustis
Caustis R.Br.  é um género botânico pertencente à família Cyperaceae.

## Espécies
| - Caustis blakei - Caustis dioica - Caustis erostris - Caustis filifolia - Caustis flexuosa - Caustis hexandra - Caustis pentandra | - Caustis pilisepala - Caustis recurvata - Caustis restiacea - Caustis sieberi - Caustis squamellata - Caustis tenuirama - Caustis uncinata |